# Severine Doré
Severine Doré, pseudoniem van Severine D'Hondt (18 juni 1978), is een Vlaamse zangeres. 

## Levensloop
Severine werd bijna blind geboren. Vanaf 1998 werkte zij gedurende zes jaar bij het artiestenbureau Benelux Theater in Brecht en tussendoor, in 2000, nam ze deel aan Miss Vlaanderen.
In 2002 nam zij deel aan de Belgische preselectie voor het Eurovisiesongfestival met het nummer Wherever you'll be. Dit leverde haar een platencontract op bij Universal Music. Verder trad ze op met The Kelly Family in een uitverkocht Antwerps Sportpaleis, hield ze onder meer een concerttournee met Will Tura, een zomershow te Blankenberge bij Caals & Van Vooren en een reeks Parkconcerten met de live band Covermania.
In 2005 onderbrak Severine haar carrière in de muziekwereld en concentreerde ze zich op haar deeltijdse baan en op haar eigen firma in de projectontwikkeling. In juni 2008 maakte ze een comeback met de single L'Amour en qui je crois. Sindsdien is ze nog regelmatig actief in de muziekwereld.